# Нойленгбах
Нойленгбах (нім. Neulengbach) — місто в Австрії, у федеральній землі Нижня Австрія.
Входить до складу округу Санкт-Пельтен. Населення становить 8281 особа (на 1 січня 2018 року). Займає площу 51,64 км².